# Thomaston Castle
Thomaston Castle ist die Ruine einer mittelalterlichen Niederungsburg (Tower House) westlich von Maybole in der schottischen Council Area South Ayrshire.
Thomaston Castle ist ein Scheduled Monument.

## Geschichte
Die Burg wurde im 13. Jahrhundert für einen Neffen von König Robert the Bruce errichtet. Sie gehörte dann Alan McIlvaine (* 1500 in Ayrshire), dessen Familie Wein an die Earls Kennedy, die Eigentümer des nahegelegenen Culzean Castle, lieferte. Nach seinem Tod fiel Thomaston Castle an Patrick McIlvaine, als dieser Isobel Kennedy, die Nichte des Earl of Cassilis, heiratete. Der heutige Bau stammt fast vollständig aus dem 16. Jahrhundert.

## Beschreibung
Bei Thomaston Castle handelt es sich um eine L-förmige Niederungsburg mit Hauptbau und einem kurzen Seitenflügel. Dieser Seitenflügel hat einen quadratischen Treppenturm. Das Gebäude ist dreistöckig und hat oben ein Brüstung.
Die Burg hat sich in den letzten paar Hundert Jahren kaum verändert. Lediglich wurde auf dem Grundstück noch ein Haus hinzugefügt. Trotzdem ist die Burg stark verfallen, wobei regelmäßig Mauerwerksbrocken in den Hof stürzen.